# June Millington
June Elizabeth Millington (Manilla, 14 april 1948) is een Filipijns muzikante, zangeres, lerares en actrice. Ze is bekend geworden als gitariste van de Amerikaanse rockband Fanny waarmee ze begin van de jaren 70 pionierswerk verrichtte voor vrouwen in de popmuziek.

## Biografie
Milington is de oudste van zeven kinderen van een Amerikaans marinier en een Filipijnse socialite; ze groeide op in twee culturen. Millington begon op achtjarige leeftijd op de ukelele en vormde een duo met haar een jaar jongere zus Jean. Op haar dertiende verjaardag kreeg Millington haar eerste gitaar. Drie weken later emigreerde het gezin naar Sacramento, Californië waar Millington op haar zestiende overschakelde van akoestisch naar elektrisch. In 1965 richtte ze The Svelts op, de eerste vrouwelijke rockband in de omgeving; tussendoor volgde ze een doktersopleiding, maar koos uiteindelijk voor de muziek. In 1969 - toen de Svelts inmiddels Wild Honey waren geworden - verhuisde de toenmalige bezetting met gitariste Addie Clement en drumster Alice de Buhr - naar Los Angeles en kreeg er een platencontract bij Reprise. Addie Clement werd vervangen door pianiste Nicky Barclay, en Wild Honey ging voortaan als Fanny door het leven.
Er braken drukke tijden aan waarin er elk jaar een album uitkwam, plus een als begeleidingsband van Barbra Streisand (Stoney End). Millington kon het zware toerschema en de spanningen niet meer aan, en in 1973 verliet ze de band; Patti Quatro, zus van glamrock-zangeres Suzi verving haar. Millington verhuisde naar Woodstock waar ze zich zowel muzikaal als geestelijk verder ontwikkelde en de band Smiles oprichtte.
Begin 1975 scoorde Fanny een hit met Butterboy; de band was echter uit elkaar gegaan, maar Millington liet zich overhalen om tijdelijk een nieuwe Fanny op te richten met Smiles-percussioniste Padi Macheta en ex-Svelts-collega's Wendy Haas (toetsen) en Brie Brandt (drums). Deze bezetting werd al snel de LA All Stars en kreeg in 1976 een contract aangeboden op voorwaarde dat de dames de naam in Fanny terugveranderden en weer de oude hits gingen spelen. Millington weigerde dat en richtte zich weer op haar solo-activiteiten; zo had ze al meegespeeld op het tweede album van de vrouwelijke jazzrockformatie Isis - eveneens pioniers - en raakte ze via haar relatie met zangeres Jaqueline Robbins betrokken bij de muziekfestivals van de feministische beweging.
Nadat deze relatie op de klippen liep, keerde Millington in 1981 terug naar Californië. Ze begon een eigen platenlabel en werkte inmiddels weer samen met Jean. Sinds 1986 leidt Millington een internationale muziekschool voor meisjes waarmee ze jaarlijks zomerkampen organiseert.
In 2015 was Millington te zien in de film SUGAR! als zangeres en bassiste van een vrouwelijke rockband die in het geheim is opgericht door de echtgenote van een Republikeins Senaatskandidaat.
In 2018 verscheen de cd Fanny Walked The Earth.
In 2022 bracht Millington haar soloalbum Snapshots uit.
- Library of Congress Control Number: n93085015
- MusicBrainz: 4ccd1a67-e951-4144-855f-d0db146619d8
- Virtual International Authority File: 16443071
- WorldCat: E39PBJk4GcjdfP9kpRdfXxVgrq